# Галли, Карло
Карло Галли (итал. Carlo Galli, 6 марта 1931, Монтекатини-Терме, Тоскана — 6 ноября 2022, Рим) — итальянский футболист. Известен по выступлениям за клубы «Рома» и «Милан», а также национальную сборную Италии. Двукратный чемпион Италии.

## Клубная карьера
В профессиональном футболе дебютировал в 1949 году выступлениями за клуб «Палермо», в котором провел два сезона, приняв участие в 45 матчах чемпионата.
Своей игрой за эту команду привлёк внимание представителей тренерского штаба клуба «Рома», к составу которого присоединился в 1951 году. Сыграл за «волков» следующие пять сезонов. В составе «Ромы» был одним из лучших бомбардиров, имея среднюю результативность на уровне 0,43 гола за игру.
В 1956 году заключил контракт с «Миланом», в его составе провёл следующие пять лет. Играя в составе «Милана», выходил на поле в основном составе команды. В новом клубе также был среди лучших голеадоров, отличаясь забитым голом в среднем не менее в каждой третьей игре чемпионата. За время своего пребывания в «Милане» дважды завоёвывал титул чемпиона Италии.
Впоследствии с 1961 по 1963 год играл в составе команд клубов «Удинезе» и «Дженоа». Завершил профессиональную игровую карьеру в клубе «Лацио», за который выступал с 1963 по 1966 год.

## Карьера за сборную
В 1953 году дебютировал в официальных матчах в составе национальной сборной Италии. За сборную сыграл 13 матчей, забив 5 мячей. В составе сборной был участником чемпионата мира 1954 года в Швейцарии.

## Достижения
- Чемпион Италии (2): 1956/57, 1958/59